# Pseudoplateros tuxtlaensis
Pseudoplateros tuxtlaensis is een keversoort uit de familie netschildkevers (Lycidae). De wetenschappelijke naam van de soort werd in 1998 gepubliceerd door Zaragoza Caballero.